# Landévennec
Landévennec é uma comuna francesa na região administrativa da Bretanha, no departamento Finistère. Estende-se por uma área de 13,85 km². Em 2010 a comuna tinha 347 habitantes (densidade: 25,1 hab./km²).